# 후카미도리 나츠요
후카미도리 나츠요(일본어: 深緑 夏代 ふかみどり なつよ[*], 1921년 9월 24일 ~ 2009년 8월 31일)는 일제강점기 경성부 출신, 일본의 샹송 가수이자, 음악 강사로, 전 다카라즈카 가극단 유키구미 주연 여역이었다.

## 약력
- 1921년 (다이쇼 10년) 9월 24일, 7남매의 장녀로 태어났다.
- 1934년 (쇼와 9년), 일본으로 단신 귀국, 츠시마 고등여학교 (현재의 나가사키현립 츠시마고등학교)에 입학.
- 1935년 (쇼와 10년), 다카라즈카 음악학교에 전학과 동시에 입단. 다카라즈카 가극단 25기생으로 입단 당시 성적은 104명 중 56등.
- 1936년 (쇼와 11년), 아버지가 지어준 예명인 후카미도리 나츠요로, 초무대 「바비의 결혼」에 출연.
- 1944년 (쇼와 19년), 다카라즈카 가극단 재단 중에 제 13회 일본음악 콩쿠르 성악부문에서 최고위(2위)에 입상 (1위는 해당자 없음).
- 1946년 (쇼와 21년), 다카라즈카 가극단 전후 재건 제 1회 공연 「카르멘」에서 카스가노 야치요의 상대역에 발탁되어 첫 히로인.
- 1947년 (쇼와 22년) 1월, 하나구미 공연 「파인 로맨스」로 코시지 후부키와 첫 콤비를 했다. 이후, 명콤비로서 * * * 1951년, 코시지가 퇴단할 때까지 다수의 작품에 함께 주연을 맡았다.
- 1952년 (쇼와 27년) 6월, 유키구미 공연 「샹송 드 파리」에서 『카레하(枯葉)』, 『라 세느(ラ・セーヌ)』 등의 샹송을 일본 최초로 불러, 대성황을 이루면서, 후의 샹송 붐의 불쏘시개가 되었다.
- 1995년 (쇼와 30년), 다카라즈카 가극단을 퇴단. 샹송 가수로서 본격적으로 활동 개시. 이듬해에는 6개월 간 파리에 체제하였고, 견문을 넓히고 귀국하였다.
- 1957년 (쇼와 32년), 도쿄 야마하 홀에서 첫 리사이틀 개최. 이후, 매년 리사이틀을 개최.
- 1966년 (쇼와 41년) 4월, 다카라즈카 가극단의 샹송 강사로 취임 (1977년 3월까지). 그 때 가르침을 받은 사람이 안나 준, 오오토리 란, 아사미 레이, 다이치 마오, 쿠로키 히토미, 하루나 유리 등이 있다.
- 1976년 (쇼와 51년), 다카라즈카 가극단에 입단한 나츠미 요 (전 호시구미・하나구미 조장)의 예명을 지어주었다.
- 1980년 (쇼와 55년), 마이니치 컬처 센터에서 샹숑 교실을 개최. 이후, 각지에 강좌를 가지고, 지도를 계속 했다.
- 1994년 (헤이세이 6년), 가을 훈장 수여에, 훈4등 서보장을 수훈받았다.
- 1999년 (헤이세이 11년), 처음으로 큰 병 (위암)을 앓고도 무사히 회복되었고, 그 후에도 열정적으로 활동을 계속 했다.
- 2009년 (헤이세이 21년) 8월 31일, 폐렴으로 사망. 1월에 여러 공연을 한 뒤 몸이 아파 요양 중이었다.
- 2014년 (헤이세이 26년), 다카라즈카 가극단 창단 100주년 기념으로 창립된 『다카라즈카 가극의 전당(宝塚歌劇の殿堂)』 최초 100인 중 한 명으로 전당에 입성.

## 다카라즈카 시절의 주요 무대

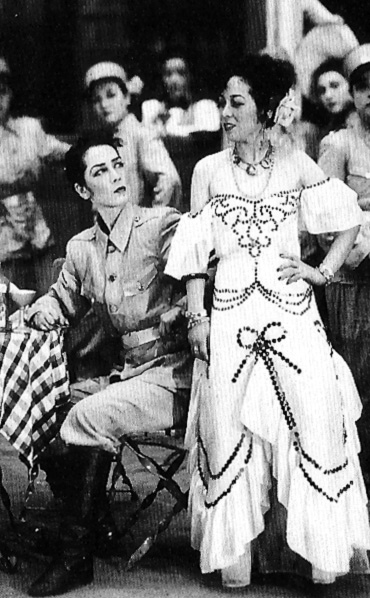
1948년 『다시 그대가 가슴에』 (오른쪽의 여역이 후카미도리. 왼쪽이 코시지 후부키)

- 『카르멘』 (유키구미, 1946년 4월 22일 - 5월 30일, 다카라즈카 대극장)
- 『파인 로맨스』 (하나구미, 1947년 1월 1일 - 1월 30일, 다카라즈카 대극장)
- 『다시 그대가 가슴에』 (하나구미, 1948년 7월 1일 - 7월 30일, 다카라즈카 대극장)
- 『꽃의 풍토기』 (호시구미, 1951년 12월 1일 - 12월 20일, 다카라즈카 대극장)
- 『샹송 드 파리』 (유키구미, 1952년 6월 1일 - 6월 29일, 다카라즈카 대극장)
- 『샹송 드 파리』 (하나구미, 1952년 7월 1일 - 7월 30일, 다카라즈카 대극장)

## 인물ㆍ일화
- 일본 샹송계의 대부 중의 대부이자, 다카라즈카 가극단 최고연령 OG, 일본 최고령 가수 중 한명이었다.
- 다카라즈카나 컬쳐 스쿨에서 가르친 학생의 수는 족히 1만명이 넘는다고 한다.
- 샹송 교실에는 후대의 츠키구미 톱스타 코시로 미야코도 다ㄴ니고 있었다.
- 1960년, 당시 릿쿄 대학의 학생이었던 나카니시 레이의 재능을 간파하고, 샹송의 역사를 의뢰. 나카니시의 작사가 생활의 첫걸음을 만들었다. 나카니시 자신은 후카미도리로부터 많은 것을 배웠음을 말하고 있다. 그 당시를 회상하며 나카니시는 "그 시절이 없었다면 작사가로서의 나는 없다", "그때는 아르바이트 비를 많이 받아서 가장 부유한 시기였다"고 말했다. 후카미도리가 사망할 때까지 친분은 계속 되었고, 그녀의 장례식에서는 조사(弔辞)도 했다.